# Breathe (Fabolous-Lied)
Breathe (englisch für „Atmen“) ist ein Lied des US-amerikanischen Rappers Fabolous. Der Song wurde am 31. August 2004 als erste Single aus seinem dritten Studioalbum Real Talk veröffentlicht.

## Inhalt
Breathe wird von Fabolous aus der Perspektive des lyrischen Ichs gerappt und ist thematisch dem Gangsta-Rap zuzuordnen. Der Rapper preist sich selbst als jemand, der anderen überlegen sei und seinen Feinden sowie Frauen sprichwörtlich den Atem nehme. Er rappt unter anderem über Gewalt, Waffen, Reichtum, Drogen und Sex, wobei er auch Wortspiele mit „Luft“ und „Atmen“ sowie verschiedene Kraftausdrücke, wie „Nigga“ oder „Bitch“, verwendet.

“These bitches can’t (breathe) look, look, they hearts racing

They start chasing, but I’m so fast, when I blow past

That they can’t (breathe) in the presence of the man

Your future look better than your past if you present with the man bitch”

## Produktion
Das Lied wurde von dem US-amerikanischen Musikproduzenten Just Blaze produziert. Dabei verwendete er ein Sample des Songs Crime of the Century von der britischen Rockband Supertramp aus dem Jahr 1974. Als Autoren fungierten Fabolous und Just Blaze.

## Musikvideo
Bei dem zu Breathe gedrehten Musikvideo führte Erik White Regie. Es verzeichnet auf YouTube über acht Millionen Aufrufe (Stand: August 2024). Zu Beginn ist eine junge Frau zu sehen, die im Krankenhaus erschöpft ein Kind zur Welt bringt. Anschließend wird Fabolous gezeigt, der den Song auf den Straßen von New York City rappt. Dazwischen werden von einem Notarzt Wiederbelebungsmaßnahmen bei einem auf der Straße liegenden Mann durchgeführt. Zudem sieht man Kriminelle, die sich vor der Polizei verstecken, sowie leicht-bekleidete Frauen, die ernst in die Kamera blicken. Danach fährt Fabolous zusammen mit einer Frau im Auto durch die Straßen der Stadt, während eine Schlägerei stattfindet und ein Mann von der Polizei festgenommen werden. Gegen Ende erleidet ein alter Mann auf der Straße einen Herzinfarkt und es werden Parallelen zum am Anfang geborenen Baby gezogen. The Game, Just Blaze, J. D. Williams und DJ Clue haben Cameoauftritte im Video.

## Single

### Covergestaltung
Das Singlecover ist schwarz-weiß gehalten und zeigt Fabolous, der einen weißen Kapuzenpullover und Schmuck trägt. Er blickt den Betrachter an und hält eine Hand zum Salutieren an die Stirn. Links oben im Bild befinden sich die weißen Schriftzüge Fabolous und Breathe. Im Hintergrund sind die nächtlichen Umrisse von Gebäuden zu sehen.

### Titellisten
Single
1. Breathe (Radio Edit) – 3:32
2. It’s Gangsta (Explicit Version) – 3:47

Maxi
1. Breathe (Radio Edit) – 3:32
2. Breathe (Explicit Version) – 5:20
3. It’s Gangsta – 3:47
4. Breathe (Video) – 4:17

### Chartplatzierungen
Breathe stieg am 13. Dezember 2004 auf Platz 65 in die deutschen Singlecharts ein und belegte in den folgenden Wochen die Ränge 69 und 71. Insgesamt war der Song acht Wochen in den Top 100 vertreten. Erfolgreicher war die Single unter anderem mit Position zehn in den Vereinigten Staaten, Platz 28 im Vereinigten Königreich und Rang 46 in der Schweiz.
| ChartsChartplatzierungen       | Höchstplatzierung | Wochen |
| ------------------------------ | ----------------- | ------ |
| Deutschland (GfK)              | 65 (8 Wo.)        | 8      |
| Schweiz (IFPI)                 | 46 (11 Wo.)       | 11     |
| Vereinigte Staaten (Billboard) | 10 (20 Wo.)       | 20     |
| Vereinigtes Königreich (OCC)   | 28 (8 Wo.)        | 8      |

### Auszeichnungen für Musikverkäufe
Breathe erhielt im Jahr 2024 in den Vereinigten Staaten für mehr als eine Million verkaufte Einheiten eine Platin-Schallplatte.

| Land/Region               | Auszeichnungen für Musikverkäufe (Land/Region, Auszeichnung, Verkäufe) | Verkäufe  |
| ------------------------- | ---------------------------------------------------------------------- | --------- |
| Vereinigte Staaten (RIAA) | Platin                                                                 | 1.000.000 |
| Insgesamt                 | 1× Platin ·                                                            | 1.000.000 |